# Renascimento francês
O Renascimento na França começou depois de a França ter recuperado da Guerra dos Cem anos com a Inglaterra, a guerra acabou em 1453. O jovem rei Carlos VII tinha uma paixão pelo Renascimento italiano, pois era colecionador de escultura, pintura, manuscritos e livros, o rei Francisco trouxe vários artistas de Itália para França, como Leonardo da Vinci. O rei possuía também quadros de Miguel Ângelo e Rafael no seu castelo. Os mais inovadores feitos pelos franceses foram na área da literatura, com obras de poesia e filosofia, como de autores como Rabelais (cerca de 1483-1553) e Montaigne (1533-1592). Alguns dessas obras eram inspiradas em outras clássicas. No tempo de Francisco I foi construído no vale do Loire o castelo de Chambord.